# Royal Ordnance L30
Die Royal Ordnance L30 ist eine britische Kampfwagenkanone. Sie ist die modernste gezogene Panzerkanone weltweit, da außer Großbritannien alle panzerbauenden Nationen bereits seit längerem auf Glattrohrkanonen setzen, mit denen sich höhere Durchschlagsleistungen erreichen lassen. Die L30 bringt das Konzept einer Panzerkanone mit gezogenem Rohr an seine Grenzen und erreicht fast die Leistungen der Rheinmetall Rh120 oder D-81.

## Entwicklung
Die L30 wurde in den 1980er-Jahren von der Royal Ordnance Factory in Nottingham als Hauptwaffe des Challenger 2 entwickelt. Ein möglicher Einbau in den Challenger 1 zur Kampfwertsteigerung wurde in Betracht gezogen. Die Kanone basiert auf der 120-mm-Kanone Royal Ordnance L11 und der 105-mm-Kanone Royal Ordnance L7. Die Bezeichnung des Prototyps lautete EXP 32M1 experimental gun bzw. XL30E3.

## Technik
Die L30 ist eine gezogene Kanone im Kaliber 120 mm mit einer Rohrlänge von 55 Kalibern. Sie verschießt geteilte Munition, die aus drei Teilen besteht. Vom Ladeschützen werden das Geschoss und die Treibladung einzeln geladen. Der dritte Teil ist die vent tube genannte Zündpatrone, die beim Schließen des Verschlusses automatisch aus einem Magazin zugeführt wird und beim Betätigen des Abzuges durch den Verschluss hindurch die Treibladung zündet. Das Rohr wird im Elektroschlacke-Umschmelzverfahren hergestellt und ist ebenso wie das Patronenlager hartverchromt, um die Lebensdauer zu erhöhen. Die Rohrlebensdauer wird mit 400 Schuss angegeben. Der Verschluss ist ein zweiteiliger halbautomatischer Keilverschluss. Die Patrone wird elektrisch gezündet. Die Kanone ist mit einem Rauchabsauger ausgestattet und mit einer Wärmeschutzhülle ummantelt.

## Munition

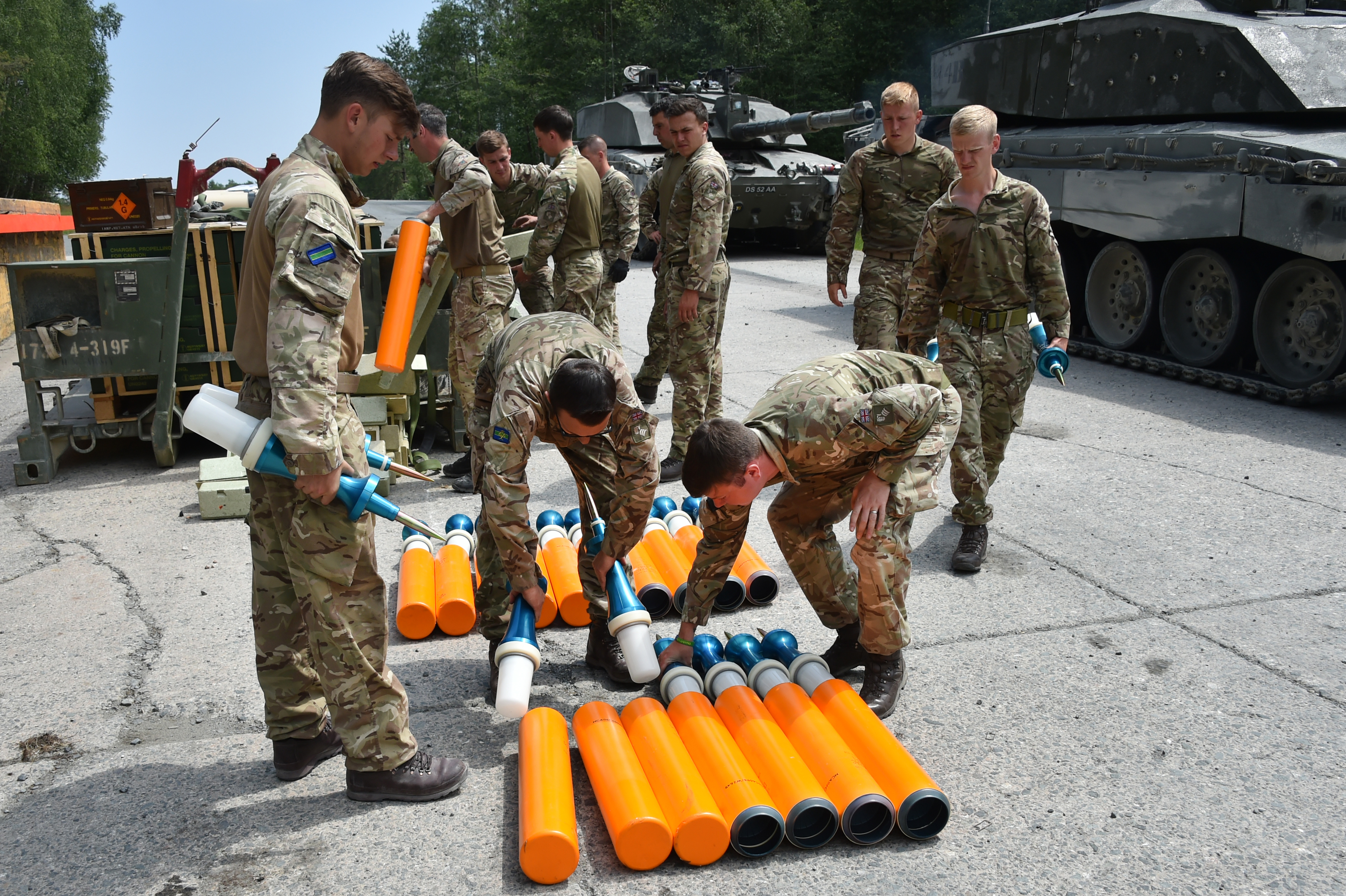
Aufmunitionieren mit Übungs-Munition

| Typenbezeichnung | Munitionsart | Anfangsgeschwindigkeit (m/s) | Gewicht Geschoss (kg) | Sprengstoffgewicht (kg) | Besonderheiten                   |
| ---------------- | ------------ | ---------------------------- | --------------------- | ----------------------- | -------------------------------- |
| L15A4            | APDS         | 1370                         | 10,36                 | -                       | nur für L11                      |
| L20A1            | (AP)DS Üb    | 1451                         | 5,8                   | -                       | Übungsgeschoss                   |
| L23              | APFSDS       | 1534                         | 8                     | -                       | Wolfram-Nickel-Kupfer-Penetrator |
| L26 CHARM 1      | APFSDS       | n. a.                        | 8,5                   | -                       | abgereichertes Uran, für L30A1   |
| L27 CHARM 3      | APFSDS       | n. a.                        | n. a.                 | -                       | abgereichertes Uran, für L30A1   |
| L31              | HESH         | 670                          | 17,1                  | 4,2                     | Quetschkopfgranate               |
| L32              | HESH Üb      | 670                          | 17,1                  | -                       | Übungsgeschoss, ohne Sprengstoff |
| L34 SMOKE        | Rauchgranate | 670                          | 17,3                  | 4,2                     | Phosphor                         |

## Nutzer
Vereinigtes Königreich britisches Heer
- etwa 400 Challenger 2

 Oman Omanische Streitkräfte
- 38 Challenger 2

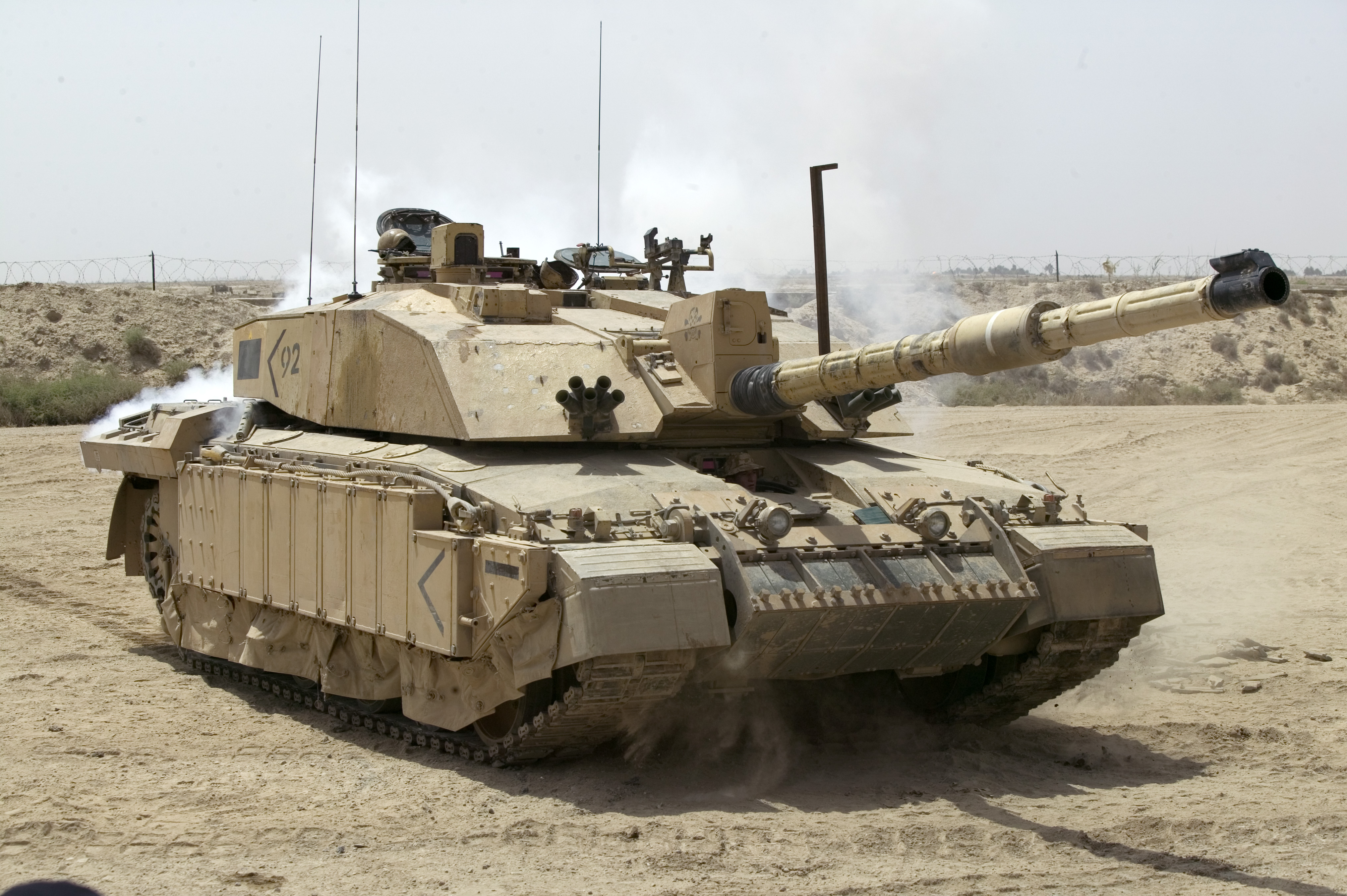
Britischer Challenger 2, 2004

- Ukraine: 12  von ursprünglich 14 Challenger 2 aus britischen Beständen